# Luigi Morosini
Luigi Morosini (Bologna, 3 novembre 1894 – Barge, 16 settembre 1966) è stato un generale italiano, veterano della prima e della seconda guerra mondiale. Tra il 5 maggio 1954 e il 14 ottobre 1958 ricoprì l'incarico di Comandante generale dell'arma dei Carabinieri. Decorato di Medaglia d'argento e di bronzo al valor militare, e insignito dei titoli di Cavaliere di Gran Croce dell'Ordine al merito della Repubblica Italiana e di Ufficiale dell'Ordine della Corona d'Italia.

## Biografia
Nacque a Bologna il 3 novembre 1894. Il 1 febbraio 1913 iniziò a frequentare in qualità di allievo ufficiale la Regia Accademia Militare di Artiglieria e Genio di Torino, dalla quale uscì due anni dopo in qualità di sottotenente assegnato all'arma di artiglieria.
Frequentò poi la Scuola di Applicazione di Artiglieria e Genio a Torino dalla quale uscì il 28 marzo 1915 con il grado di tenente in servizio permanente attivo, assegnato al 1º Reggimento artiglieria da montagna.  Il mese successivo, con l'entrata in guerra del Regno d'Italia avvenuta il 24 maggio, raggiunse il fronte dell'Isonzo come subalterno di batteria, distinguendosi sul Col di Lana, e poi sui Monte Sief, Monte Zerbin, Bainsizza, Asolone, ecc.
Promosso capitano nel marzo 1917, assume il comando di una batteria da montagna e nel corso del disastro di Caporetto, l'11 novembre dello stesso anno, al comando della sua unità si posizionò nella zona Monticelli-Tezze di Valsugana riuscendo a fermare il nemico con un'abile manovra. Per questo fatto fu decorato con la Medaglia di bronzo al valor militare.  Dopo la fine della guerra lasciò la specialità dell'artiglieria da montagna per prestare servizio in altre unità dell'artiglieria da campagna.  Ammesso frequentare la Scuola di guerra, al termine del biennio di corsi fu destinato a svolgere incarichi di Stato maggiore presso vari comandi dell'artiglieria. Promosso maggiore nel 1927 ritornò a Bologna per prestare servizio presso il comando del 3º Reggimento artiglieria da campagna.  Nel 1934 fu promosso tenente colonnello svolgendo successivamente vari incarichi di Stato maggiore. Il 26 luglio 1938 venne promosso colonnello assume il comando del 42º Reggimento artiglieria inquadrato nella 60ª Divisione fanteria "Sabratha", costituita nel 1937 in Libia.
Con l'entrata in guerra del Regno d'Italia, avvenuta il 10 giugno 1940, partì subito per la Libia e il 42º Reggimento artiglieria, forte di tre Gruppi, fu impiegato con compiti di difesa costiera nella zona di Tripoli.  Nel mese di dicembre venne trasferito a sud di Derna per contrastare l'avanzata inglese. Nel 1941 il reggimento prese parte alla difesa lungo la linea Derna-Berta.  Attaccato in forze, per evitare l'aggiramento da parte del nemico, ripiegò attraverso Slonta, Barce e Bengasi. Nel mese di settembre il reparto venne schierato ad est di Tobruk, posto a disposizione del comando retrovie del fronte.
All'inizio del 1942 lasciò la Libia rientrando in Patria per assumere incarichi di Stato maggiore presso il Ministero della Guerra. Promosso generale di brigata dal 1 luglio 1943 fu nominato caporeparto segreteria e personale presso lo Stato maggiore del Regio Esercito.  Dopo la fine del secondo conflitto mondiale divenne comandante dell'artiglieria del Comando Militare Territoriale di Torino, e nel biennio 1950-1951 svolse l'incarico di direttore dell'Istituto Geografico Militare.  Promosso generale di divisione il 15 gennaio 1952, assume l'incarico di comandante della Divisione fanteria "Granatieri di Sardegna". Elevato al rango di generale di corpo d'armata il 30 aprile 1954, dal 5 maggio successivo divenne Comandante Generale dell’Arma dei Carabinieri, incarico che mantenne fino al 14 ottobre 1958.  Posto in congedo per raggiunti limiti di età, si ritirò a vita privata stabilendosi nella cittadina di Barge, in provincia di Cuneo, dove si spense il 16 settembre 1966.

### Fonti
1. 1 2 3 4 5 6 7 8 9 10 11 12 13 14  Carabinieri.
2. 1 2 3 4 5 6  Noi Alpini.
3. ↑  Cataldi 1991, p. 1008.
4. ↑  Supplemento ordinario alla Gazzetta Ufficiale del Regno d'Italia n.250 del 2 novembre 1938, pag.25.